# ناريمان خورشيد
نريمان نهاد خورشيد (1927-2014) مناضلة وطيارة فلسطينية، وأخت مهيبة خورشيد مؤسسة منظمة زهرة الأقحوان ولدت في 1927 في يافا، عملت سكرتيرة في شركة ICI للصناعات الكيماوية في تل أبيب قبل أن تنتقل الى الكفاح المسلح مع أختها وتأسيس المنظمة في عام 1947.
بعد أن أسست مهيبة خورشيد المنظمة انضمت اليها أختها ناريمان و12 من نساء يافا ولاحقًا ضمت رجالًا وأجانب، في البداية كانت المنظمة تقوم بمساعدة الطلاب الفقراء، ومن ثم اتجهت الى العمل المسلح ضد العصابات الصهيونية وكانت تقوم المنظمة بأعمال التمريض، تعلم أعضاء المنظمة استخدام السلاح والمدافع الرشاشة اشتبكت بجانب أختها مع قوات من الهاغاناه مرات عديدة.

## مابعد النكية
في أبريل/نيسان 1948 خلال زيارة خورشيد لعمها عزت باشا خورشيد في لبنان، قابلت أحد الصحفيين الأجانب، الذي أهداها منظار ومسدس لتستخدمه في أعمال المقاومة في فلسطين، هُجرت مع أهلها من لبنان الى مصر بعد النكبة الفلسطينية وتقابلت مع أختها في القاهرة، وفي 25 يوليو/تموز 1948 قدمت أوراقها في معهد طيران إمبابة لتلتحق به وانضمت الى الحربية، لتتمكن من مواصلة تدريبها مع 20 فتاة أخرى، في 1يناير/كانون الثاني 1949 عملت في شركة للأسمدة العضوية في القاهرة وبعد 4 أشهر تركت العمل بناءًا على رغبة زوجها التي تعرفت عليه في العمل واستقرت في القاهرة الى وفاتها في 18 فبراير/شباط 2014.